# Fiera della subacquea

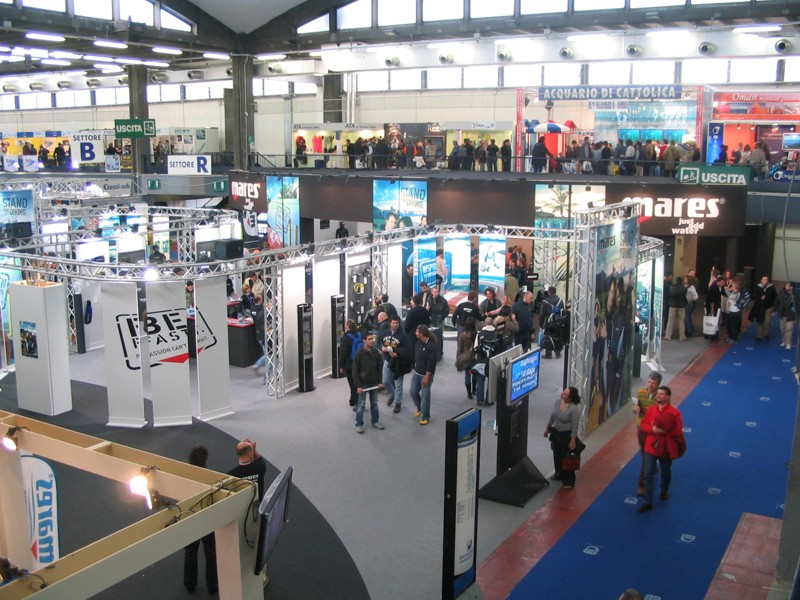
Eudi Show del 2006 a Genova.

La Fiera della Subacquea, negli ultimi anni organizzata con il nome di EUDI Show "The European Dive Show", è un'importante manifestazione espositiva internazionale organizzata in Italia ogni anno che ha come tema tutte le attività legate al mondo della subacquea. Vi aderiscono principalmente la Asso Sub, associazione di aziende produttrici e commerciali di attrezzature, agenzie di viaggio e tour operator, enti pubblici e privati, ed organizzazioni no profit del mondo subacqueo in generale e tutti coloro che intendono promuovere la loro immagine o attività non iscritte alla Asso Sub.
Nel 2009 si è tenuta la diciassettesima esposizione presso la Fiera di Roma, dal 27 febbraio al 2 marzo.
Nel 2010 si è tenuta la diciottesima esposizione presso la Bologna Fiere dal 12 al 15 febbraio.
Nel 2011 si è tenuta la diciannovesima esposizione presso la Bologna Fiera dall'11 al 14 febbraio

## Storia della Fiera
Inizialmente la fiera della subacquea in Italia si teneva presso il Salone Nautico di Genova ed era ospitata in un settore dedicato presso un padiglione, tanto che il nome della manifestazione era quello di Fiera internazionale della Nautica e delle attività subacquee.
Negli primi anni '90 alcune aziende decidono di scindersi dalla Fiera della Nautica e organizzare una manifestazione separata e più specifica associandosi alla Fiera della Pesca a canna e lenza, ma in un padiglione proprio e chiamandosi Dive Show I Fiera della Subacquea. Questa fiera si tenne a Firenze presso Fortezza da Basso, segnando un punto fermo per l'identità della subacquea non legata alle barche e alla Nautica in generale.
In seguito prese il nome attuale Eudi Show e, grazie ad un continuo crescendo, per vari anni si tenne la doppia Fiera della pesca e della subacquea alternandosi in diverse località quali Verona, Bologna, Roma, Genova e poi ancora Roma e di nuovo Bologna, luogo dove è ancora organizzata dal 2010 e prevista anche per il 2011.

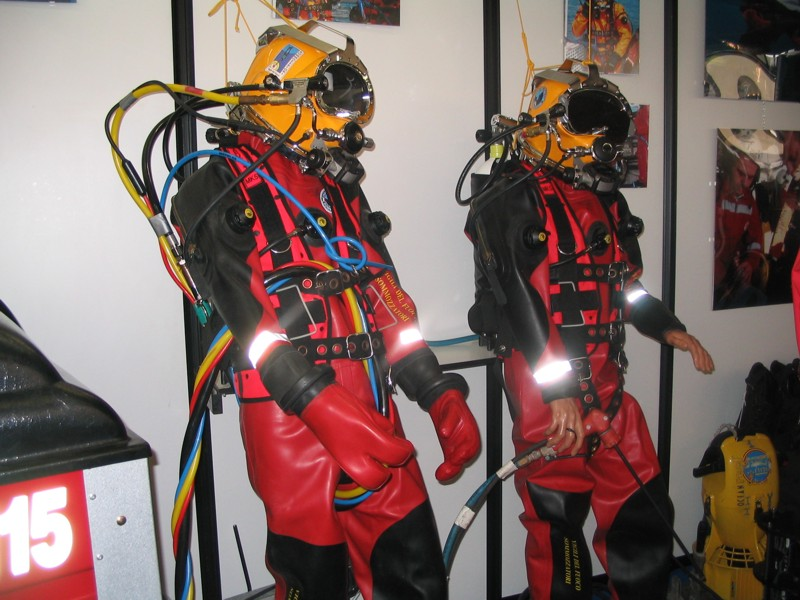
Moderni scafandri per OTS in esposizione

## Attività collegate
Oltre che un'esposizione di prodotti, attrezzature, gommoni, abbigliamento e offerte di viaggi in località dove praticare le attività subacquee, durante l'Eudi Show vengono organizzate importanti riunioni di agenzie didattiche internazionali, manifestazioni collaterali, trasmissioni televisive, convegni e mostre di fotografie e video, per la promozione della cultura del mare e della sua salvaguardia e protezione. In particolare il Ministero dell'Ambiente allestisce un enorme spazio dedicato alle aeree marine protette e alle sue attività istituzionali.

## Fiere all'estero
Molto importanti sono le Fiere della Subacquea organizzate all'estero nelle principali città. A Londra si tiene il Dive Show e a Düsseldorf la subacquea è ospitata in uno spazio dedicato del BOOT, mentre negli Stati Uniti il DEMA è sicuramente la più grande in assoluto, molto importanti sono anche le varie fiere organizzate in Asia, che ovviamente con la Cina e i vari paesi produttori di gomme e mescole producono ca l'80% di tutte le attrezzature del mondo, per conto anche di tutte le aziende Europee.